# Allenara
× Allenara, (abreviado Alna) en el comercio, es un híbrido intergenérico entre los géneros de orquídeas Cattleya x Diacrium x Epidendrum x Laelia. Fue publicado en Orchid Rev. 83(988, cppo): 7 (1975).